# تونی استایلز
تونی استایلز (انگلیسی: Tony Stiles؛ زادهٔ ۱۲ اوت ۱۹۵۹) بازیکن هاکی روی یخ اهل کانادا است.
از باشگاه‌هایی که در آن بازی کرده‌است می‌توان به کلگری فلیمس اشاره کرد.